# Battle Realms
Battle Realms est un jeu vidéo de stratégie en temps réel (STR) développé par Liquid Entertainment et publié par Ubisoft Entertainment et Crave Entertainment le 7 novembre 2001. Le jeu se déroule dans un univers médiéval-fantastique japonais inspiré du jeu de rôle La Légende des Cinq Anneaux,. Liquid Entertainment développa ensuite l'extension Battle Realms: Winter of the Wolf en 2002.

## Présentation
Battle Realms est un jeu de stratégie qui se présente en vue plongeante, en 3D réelle comme pour Warcraft III. Il dispose des mêmes concepts que les jeux du même genre à savoir, récolter des matières premières, construire des bâtiments, avancer dans l'arbre des technologies et livrer des combats. Toutefois, les paysans (les unités de production) de Battle Realms, à la différence de la majorité des autres jeux de stratégie en temps réel, peuvent se transformer en unités militaires. Ainsi, les bâtiments ne sont pas conçus pour « fabriquer » des unités, mais plutôt pour les « transformer ».
Les paysans servent à récolter les deux types de matières premières dans le jeu, à savoir l'eau et le riz. Celles-ci servent à construire des bâtiments et à former des unités de combat. L'eau permet d'éteindre les incendies et d'irriguer les rizières (pour accélérer la croissance du riz). Il est possible de capturer des chevaux et de s'en servir comme montures de combat pour un soldat ou pour aider les paysans à récolter plus de riz et d'eau en un seul passage. Les ressources sont inépuisables, car elles se renouvellent au cours du temps.
La majeure partie des bâtiments sont des centres d'entraînement, où les paysans deviennent des soldats. Par exemple, envoyer un paysan du Dragon dans un Dojo va l'entraîner en Lancier ; un Camp de tir à l'arc va l'entraîner en Archer ; une Hutte d'alchimiste va l'entraîner en Chimiste. Ces unités de premier niveau peuvent être encore une fois entraînées en unités de second niveau, en les envoyant dans les autres centres d'entraînement. Par exemple, envoyer un Lancier dans un Camp de tir à l'arc (resp. dans une Hutte d'alchimiste) va l'entraîner en Guerrier Dragon (resp. en Guerrier Kabuki). Les paysans peuvent avoir au maximum trois ou quatre niveaux d'apprentissage, selon leur clan.
Une autre différence dans la génération d'unités, est que les paysans sont produits automatiquement, sans coût. Cependant, la vitesse à laquelle ils sont générés est inversement proportionnelle à la population du village.
D'autres centres de formation peuvent apprendre aux soldats de nouvelles techniques de combat pour un coût moyen, leur conférant des capacités spéciales. Ces capacités spéciales leur permettent de vaincre des unités qu'ils n'auraient pas pu battre en temps normal (par exemple, des rocs de lave peuvent être projetés par le Décocheur Loup, ou des charges de shrapnel pour le Canonnier Sumo Dragon).
Le concept d'arbre technologique est intégré au jeu, et ici toutes les évolutions s'échangent contre des points de Yin et de Yang. Ces points sont gagnés par la bravoure au combat ; ainsi un combat victorieux loin de son village donne beaucoup de points, alors que subir de lourds dommages dans son propre camp ne donne aucun point. D'après Ed del Castillo, les règles des points Yin/Yang ont été introduites pour rendre le jeu plus dynamique, en incitant les joueurs à s'affronter dès le début d'une partie [réf. nécessaire]. Les points de Yin/Yang peuvent également servir à acheter les services des héros. Ces héros sont plus forts que les unités conventionnelles, et disposent d'office de capacités spéciales uniques. Globalement, ces héros n'influencent pas grandement la tactique de jeu, à la différence de jeux comme Warcraft III par exemple, où les héros occupent une place prédominante.
Le jeu a été conçu pour valoriser les phases de combat et la stratégie plutôt que la macrogestion. Le terrain a son influence sur les combats de par son relief et son type (forêt, rivière, terre). Ainsi, une zone en hauteur favorisera les unités de combat à distance, tandis qu'une forêt diminuera leur portée de tir. Les forêts sont également utiles pour se camoufler : une armée peut s'y déplacer en toute invisibilité pour l'ennemi ; toutefois, si l'armée se déplace trop rapidement, les oiseaux s'envoleront et indiqueront à tout le monde leur position.

## Synopsis
L'histoire commence avec un jeune aventurier, Kenji, fils du seigneur Oja (ancien seigneur du clan du Serpent), narrant les évènements qui conduisirent au monde actuel.
La Horde détruisait tout sur son passage. Tarrant le Doyen, seigneur du clan du Dragon et ancêtre de Kenji, fut forcé d'utiliser le trésor le plus puissant et le plus sacré du clan du Dragon, l'Orbe du Serpent, qui leur fut offert par leur divinité elle-même, le Dragon. Avec cet Orbe du Serpent, il sauva son peuple en repoussant la Horde, mais à un terrible prix : le continent fut coupé en deux, et l'intégrité des autres clans fut affectée (principalement celui du Lotus et du Loup). Les survivants du peuple du Dragon, traumatisés par les ravages de la Horde, se regroupèrent pour former le clan du Serpent.
Le clan du Lotus, qui vivait en paix sur une île, à l'écart des troubles des autres clans, fut alors assiégé et massacré par la Horde. Désespérés, quelques survivants suivirent la Voie Interdite, le côté sombre du Lotus, et acquirent de terribles pouvoirs. Avec cette maîtrise de la magie noire, ils parvinrent à quitter leur île et s'établirent sur les anciennes terres du clan du Dragon.
Le clan du Loup, sur son île, endura alors des orages destructeurs, dus à la furie du Dragon (qui avait perdu la loyauté de son clan), et fut forcé d'utiliser le Crâne du Loup Blanc, cadeau de leur divinité, le Loup Blanc. Le pouvoir du Crâne le guida vers les terres du clan du Serpent, et le clan du Loup lui proposa de vivre en paix. Cependant, le clan du Serpent avait déjà passé un accord avec le clan du Lotus, l'autorisant à réduire le clan du Loup en esclavage dans les mines de schiste.
Des générations plus tard, Kenji, de retour d'un exil de huit ans pour échapper à l'accusation du meurtre de son père Oja, revient sur ses terres. Il est alors témoin d'un massacre de paysans par des soldats du clan du Serpent. Kenji a alors le choix de venir en aide aux paysans et reformer le clan du Dragon, ou aider les membres de son clan à donner une bonne leçon aux paysans et reprendre sa place de seigneur Serpent. Le choix reviendra au joueur, mais dans les deux cas, Kenji et son clan partiront à la conquête des territoires appartenant aux autres clans, occupés à se battre pour le pouvoir.

## Les quatre clans

### Le clan du Dragon: Le Chemin de la Vertu
L'ancien clan du Dragon place l'honneur au-dessus de tout le reste. Leurs membres méprisent l'utilisation des armes à feu, préférant combattre à la loyale. Leurs guerriers cherchent à ne faire qu'un avec leurs armes. Malgré l'absence d'armes à feu, seulement quatre unités n'ont pas d'attaque à distance : le Lancier, la Geisha, le Gardien et le Paysan. Bien qu'il semble être un clan pour débutants, il possède des stratégies avancées qui le rendent dangereux, tel que l'Esprit du Dragon, un sort invoqué dans le Monument du Dragon par quatre Samouraïs, qui abat une pluie de flammes n'importe où sur le monde. Le Courage et la Bravoure brûlent comme une flamme éternelle, le clan du Dragon étant issu du Feu Divin.
Avantages :
Un héros supplémentaire dans le Donjon (ou bien 6 Moines au lieu de 4).
Monument du Dragon qui offre le sort Esprit du Dragon.
Les capacités spéciales sont disponibles dans deux bâtiments.
Les chevaux peuvent être dressés pour les soldats.

### Le clan du Serpent: Le Chemin de la Fourberie
Descendants du clan du Dragon, les Serpents ont oublié les voies de l'honneur pour recourir au vol et à la lâcheté. À l'inverse de leurs ancêtres Dragons, ils ne méprisent pas les armes à feu ; au contraire, ils ont appris à les utiliser dans plusieurs de leurs styles de combat. Même si les Dragons maîtrisaient la poudre à canon, ce sont les Serpents qui en ont découvert tous les secrets. Mais les Serpents n'en ont pas moins oublié les techniques de la magie, et encore moins son utilité. Ils sacrifient parfois quatre Ronin au Trône du nécromancien, pour obtenir les services du Nécromancien. Invisibilité, agilité et ruse sont les symboles du Serpent, et se trouvent partout dans le clan, telles les armes empoisonnées. Les Serpents sont les enfants de l'Eau.
Avantages :
Trône du nécromancien qui permet d'invoquer le Nécromancien.
Les capacités spéciales sont disponibles dans 2 bâtiments.
Les chevaux peuvent être dressés pour les soldats.

### Le clan du Loup: L'Incarnation de la Force
Le féroce clan du Loup place la liberté au-dessus de tout. À l'inverse des autres clans, ils n'ont ni cavalerie ni guérisseurs. Ils nourrissent leurs loups avec des chevaux, et combattent à leur côté. Leurs blessures guérissent incroyablement vite, encore plus s'ils utilisent des herbes. Ils préfèrent le combat au corps à corps, mais leurs unités d'attaque à distance font également de gros dégâts. Ils ont quelques notions en magie, et toutes leurs connaissances proviennent de la nature ; un Bagarreur, suffisamment versé dans la magie, peut se transformer en un féroce Loup-Garou. Le clan du Loup est idéal pour les débutants, mais offre suffisamment de tactiques pour les experts. Terre à terre et en forte liaison avec la nature, les membres du clan du Loup sont sculptés dans la Terre. Cela est vrai aussi bien physiquement que mentalement.
Avantages :
Les capacités spéciales sont conférées aux unités par les Druidesses ; les Tumulus sont nécessaires pour leur en donner le pouvoir.
Les unités se régénèrent à 100 %.
Les unités peuvent arborer une armure de schiste.
Les chevaux servent à nourrir et élever les loups (1 cheval pour deux loups ; les loups suivent les soldats et combattent à leurs côtés)
Il existe une unité de niveau 4 : le Loup-Garou.

### Le clan du Lotus: L'Essence des Ténèbres
Le clan du Lotus suit la voie du Yin, bien que formé à partir des restes d'un ancien clan du Yang. Ils suivent la Voie Interdite, qui se centralise autour de la mort et du pourrissement. Leur religion se fonde sur trois anciens Frères, morts depuis longtemps, qui se dirigeaient du côté Yin de l'Arbre de Vie : l'Arbre de Corruption. La stratégie du clan du Lotus s'établit sur leurs grandes connaissances en magie, ce qui se traduit par des capacités spéciales plus puissantes pour leurs unités. Certaines unités peuvent même avoir trois capacités spéciales : les Sorciers et Maîtres-Sorciers. Cependant, ceux-ci ont de graves lacunes dans l'art du corps à corps. Les Maîtres-Sorciers sont les seuls à avoir abandonné leur condition humaine, leur enveloppe se résumant à une structure de métal et d'ossements, faisant d'eux des êtres immortels qui ne craignent aucun autre élément que le feu. De grandes connaissances et une vaste sagesse, avec un peu de manipulations diaboliques, font du Lotus un clan magnifique, mais également mortel. Le pouvoir de l'Air du clan est inégalé de par les pouvoirs de Zymeth et de ses sorciers.
Avantages :
La Crypte des Frères permet d'invoquer les Frères. Ils absorbent l'endurance de leurs ennemis pour conférer des capacités spéciales aux unités alentour.
Les chevaux sont transformés en Destriers de l'Ombre. Ils peuvent brûler leurs ennemis avec le Souffle de Feu et la plupart des soldats peuvent les utiliser comme monture.
Il existe une unité de niveau 4 : le Maître-Sorcier.

## Système de jeu
À la différence de la plupart des autres jeux de stratégie, toutes les unités de Battle Realms peuvent combattre au corps à corps. Cependant, les unités de combat à distance ont une capacité de combat au corps à corps dramatiquement plus faible que celles des autres unités de mêlée. Les unités sont moyennement bien détaillées et ont des animations de combat martial intéressantes. Certaines unités peuvent éviter les projectiles ennemis s'ils sont assez rapides, et les projectiles ont diverses vitesses et dangerosité selon leur angle de tir.
Chaque attaque a une propriété : tranchante, perforante, contondante, explosive, magique ou pyrotechnique. La propriété du projectile d'une unité peut également différer de celle de son attaque en mêlée. Chaque unité a ses propres résistances et faiblesses face à ces propriétés. Par exemple, un Samouraï Dragon a une excellente résistance aux attaques tranchantes, mais une grande faiblesse contre les explosions. Cela signifie que l'attaque tranchante d'un Épéiste Serpent n'aura que peu d'effet sur le Samourï Dragon, mais que l'explosion d'une mine du Canonnier Serpent lui sera fatale. Ainsi, une unité de niveau 1 ou 2 peut facilement venir à bout d'une unité de niveau 3. Cela montre que le jeu est très bien équilibré, et que les unités utilisées en début de partie sont tout aussi efficaces en fin de partie. De la même manière, une unité d'attaque à distance peut venir à bout d'une unité de mêlée, si son projectile diminue la force de l'unité de mêlée, par exemple.
Généralement, la meilleure combinaison de propriétés doit être choquante et explosive. En effet, aucune unité autre que le Nécromancien Serpent n'a de résistance à ces deux propriétés. Une unité est toujours faible à l'une des deux.
Quasiment toutes les unités ont une aptitude innée, que ce soit la capacité de l'Épéiste Serpent à éviter les projectiles ou l'effet de zone de l'Impur du Lotus. Ces aptitudes peuvent être de soutien, comme celle du Guerrier Kabuki Dragon (régénération de l'endurance des paysans), ou offensives, comme celle du Compagnon de Lame Lotus (première attaque plus puissante que les suivantes).
Chaque unité a deux barres de statut : une barre de vie verte et une barre d'endurance bleue. L'endurance est consommée par la majorité des capacités spéciales, ainsi que par la course. Une unité peut lentement régénérer sa vie jusqu'à la zone verte, une unité du clan du Loup peut se régénérer entièrement. La guérison des unités se fait différemment des autres jeux : les guérisseurs soignent automatiquement les unités proches dès qu'elles atteignent le seuil des 20 % (zone rouge). Chaque guérison recharge la barre de vie au maximum, c'est pourquoi ces guérisseurs sont des unités très importantes. Les Geishas des clans du Dragon et du Serpent consomment entre ½ et ¼ de leur endurance, tandis que les Invocatrices du Lotus doivent sacrifier un de leurs corbeaux (qui mettent un certain temps à réapparaître). Du fait de leur vitesse de régénération élevée (qui peut être encore accrue par une amélioration), le clan du Loup n'utilise pas de guérisseurs, mais une druidesse capable de ralentir les ennemis.
Dans Battle Realms, le joueur est limité à quatre Tours de guet. Ces tours permettent aux unités de tir à distance de pouvoir tirer plus loin et avec des dégâts supplémentaires (bonus de 50 %). Une unité de combat au corps à corps peut également y prendre place, mais elle ne pourra évidemment pas attaquer. Quel que soit le type d'unité à bord, elle dévoilera une grande partie de la carte. Ces tours disposent également d'un pouvoir tactique propre à chaque clan : le Lotus génère des éclairs qui blessent l'ennemi, le Loup fait résonner les cornes pour ralentir et blesser légèrement les ennemis, le Serpent génère des flashs qui aveuglent et amoindrissent la résistance des ennemis, et le Dragon fait sonner un gong qui paralyse les ennemis.
L'environnement de Battle Realms, en plus d'être beau, apporte une dimension tactique au jeu. Les forêts ralentissent les mouvements des unités, mais elles les rendent invisibles en retour. Cependant, si une unité se met à courir, elle fera s'envoler des oiseaux de façon clairement visible. Les falaises, montagnes et fossés octroient un bonus aux unités : un soldat en hauteur par rapport à un autre gagne un bonus de dégâts de 25 % en mêlée et de 50 % en distance, et inversement s'il se trouve en dessous d'un autre soldat. Les unités marchent plus lentement lorsqu'elles grimpent une côte ou lorsqu'il pleut. Par ailleurs, la pluie permet d'accélérer la repousse du riz et permet d'éteindre les incendies. Quant aux bâtiments en feu, ils expulsent des bouts de bois enflammés dans toutes les directions, blessant les unités et propageant les flammes vers d'autres bâtiments.

## Multijoueur
Des parties libres peuvent être jouées à plusieurs en réseau local (LAN), sur Internet GameSpy et en liaison directe par IP.
Le plus utilisé est le réseau GameSpy car c'est ici que tous les joueurs se retrouvent pour disputer des parties. Dans ce mode multijoueur, on peut soit être joueur, soit observer les autres joueurs jouer en étant spectateur ou juge. Seule la personne qui a hébergé la partie peut décider du choix de la carte, des paramètres de jeu ou encore des joueurs qui souhaitent jouer avec elle. Cependant, elle ne décide pas des clans choisis par les autres joueurs. 
Les ports nécessaires à ouvrir afin de permettre l'hébergement sont les ports UDP 7174, UDP 7175 et UDP 7177.
Le logiciel GameRanger permet également de rechercher et rejoindre des parties en ligne de Battle Realms.

## Extension
L'extension Battle Realms: Winter of the Wolf est sortie en 2002.

## Accueil
| Battle Realms         |      |       |
| Média                 | Pays | Notes |
| Computer Gaming World | US   | 3.5/5 |
| Gamekult              | FR   | 8/10  |
| GameSpot              | US   | 87 %  |
| Gen4                  | FR   | 17/20 |
| Jeuxvideo.com         | FR   | 17/20 |
| Joystick              | FR   | 91 %  |
| PC Gamer UK           | GB   | 87 %  |